# Meo Rumba
Meo Rumba is een bestuurslaag in het regentschap Oost-Soemba van de provincie Oost-Nusa Tenggara, Indonesië. Meo Rumba telt 1109 inwoners (volkstelling 2010).